# タムニン

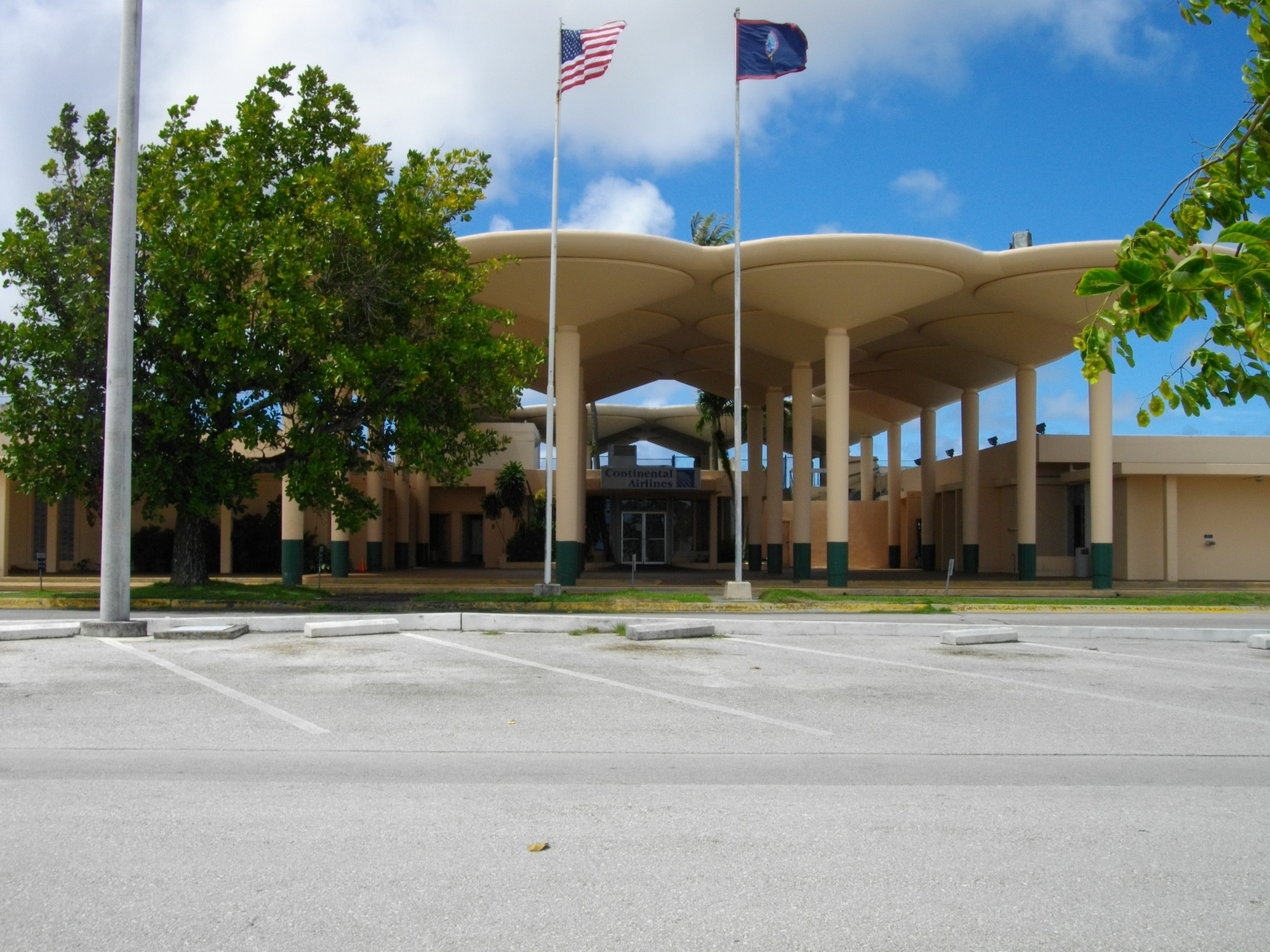
グアム国際空港旧ターミナルビル - コンチネンタル・ミクロネシアの本部

タムニン（英語: Tamuning：タムニングとも表記、チャモロ語: Tamuneng）はグアム島中北部の自治体（村）、またはその中心地区を指す。自治体としては主要地区の名を合わせてタムニン・タモン・ハーモン（Tamuning-Tumon-Harmon）とも呼ばれる。グアムの主都ハガニアに近接し、またグアム国際空港が所在し、経済的に重要な地域である。自治体としてのタムニンの人口は18,489人、自治体内のタムニン地区（国勢調査指定地域）の人口は3,892人（2020年国勢調査）。
中心のタムニン地区はアガニャ湾北部沿岸にあり、ITC（Guam International Trade Center）ビルなどグアムのビジネスの中心地で、日本等の総領事館もある。北側のタモン地区はタモン湾に面するリゾートとして有名で、グアム観光の中心地であり、多数のホテルと商業施設がある。東側の丘陵にあるハーモン地区には工業団地や軍施設などがある。

## 施設
- グアム記念病院（Guam Memorial Hospital、グアム唯一の公立病院）
- ドコモパシフィック本社
- グアム・プレミア・アウトレット
- Kmart
- 在ハガッニャ日本国総領事館[2]
- リーガロイヤル・ラグーナ・グアム・リゾート

### かつて存在した施設
- コンチネンタル・ミクロネシア（航空会社）本社